# Meghradzor
Meghradzor là một đô thị thuộc tỉnh Kotayk, Armenia. Dân số ước tính năm 2011 là 2888 người.